# Pico Obios
El Pico Obios o simplemente Obios es un monte situado en la divisoria entre el valle del Saja y el del Besaya, común a los términos municipales de Arenas de Iguña y Los Tojos, en Cantabria (España). 
En parte destacada del monte hay un vértice geodésico, que marca una altitud de 1 222 m s. n. m. en la base del pilar. 

## Accesos
Se puede ascender por pista de seis kilómetros y medio desde Pujayo y es apta para el tránsito de vehículos todo terreno. También puede accederse desde Arenas de Iguña vía San Vicente de León con vehículo todo terreno.